# Savin (priimek)
Savin je priimek v Sloveniji in tujini. Po podatkih Statističnega urada Republike Slovenije je na dan 1. januarja 2011 v Slovenji uporabljalo ta priimek 8 oseb.  

## Znani slovenski nosilci priimka
- Davor Savin (1942–2011), pravnik in ekonomist
- Risto Savin (1859—1948), slovenski častnik in skladatelj

## Znani tuji nosilci priimka
- Dragutin Savin (1915—1996), hrvaški skladatelj